# Wereldkampioenschap superbike van Istanbul 2013
Het wereldkampioenschap superbike van Istanbul 2013 was de tiende ronde van het wereldkampioenschap superbike en het wereldkampioenschap Supersport 2013. De races werden verreden op 15 september 2013 op Istanbul Park nabij Istanbul, Turkije.

## Superbike

### Race 1
| Pos | Nr  | Rijder            | Constructeur | Rondes | Tijd         | Grid | Punten |
| --- | --- | ----------------- | ------------ | ------ | ------------ | ---- | ------ |
| 1   | 58  | Eugene Laverty    | Aprilia      | 18     | 34:57.650    | 4    | 25     |
| 2   | 33  | Marco Melandri    | BMW          | 18     | +2.009       | 7    | 20     |
| 3   | 66  | Tom Sykes         | Kawasaki     | 18     | +3.432       | 1    | 16     |
| 4   | 50  | Sylvain Guintoli  | Aprilia      | 18     | +3.919       | 2    | 13     |
| 5   | 34  | Davide Giugliano  | Aprilia      | 18     | +15.830      | 3    | 11     |
| 6   | 24  | Toni Elías        | Aprilia      | 18     | +15.945      | 5    | 10     |
| 7   | 16  | Jules Cluzel      | Suzuki       | 18     | +16.921      | 6    | 9      |
| 8   | 19  | Chaz Davies       | BMW          | 18     | +21.491      | 8    | 8      |
| 9   | 91  | Leon Haslam       | Honda        | 18     | +40.186      | 9    | 7      |
| 10  | 84  | Michel Fabrizio   | Honda        | 18     | +40.218      | 12   | 6      |
| 11  | 23  | Federico Sandi    | Kawasaki     | 18     | +41.700      | 11   | 5      |
| 12  | 31  | Vittorio Iannuzzo | BMW          | 18     | +1:39.549    | 15   | 4      |
| 13  | 35  | Tolga Uprak       | Kawasaki     | 17     | +1 ronde     | 13   | 3      |
| 14  | 169 | Yunus Erçelik     | BMW          | 17     | +1 ronde     | 14   | 2      |
| DNF | 8   | Mark Aitchison    | Kawasaki     | 10     | Uitgevallen  | 10   |        |
| DNF | 86  | Ayrton Badovini   | Ducati       | 9      | Uitgevallen  | 16   |        |
| DNS | 2   | Leon Camier       | Suzuki       | 0      | Niet gestart |      |        |
| DNS | 7   | Carlos Checa      | Ducati       | 0      | Niet gestart |      |        |
| DNS | 27  | Max Neukirchner   | Ducati       | 0      | Niet gestart |      |        |

### Race 2
| Pos | Nr  | Rijder            | Constructeur | Rondes | Tijd         | Grid | Punten |
| --- | --- | ----------------- | ------------ | ------ | ------------ | ---- | ------ |
| 1   | 58  | Eugene Laverty    | Aprilia      | 18     | 34:58.775    | 4    | 25     |
| 2   | 66  | Tom Sykes         | Kawasaki     | 18     | +1.708       | 1    | 20     |
| 3   | 50  | Sylvain Guintoli  | Aprilia      | 18     | +4.052       | 2    | 16     |
| 4   | 33  | Marco Melandri    | BMW          | 18     | +10.860      | 7    | 13     |
| 5   | 24  | Toni Elías        | Aprilia      | 18     | +12.171      | 5    | 11     |
| 6   | 19  | Chaz Davies       | BMW          | 18     | +12.396      | 8    | 10     |
| 7   | 16  | Jules Cluzel      | Suzuki       | 18     | +17.434      | 6    | 9      |
| 8   | 91  | Leon Haslam       | Honda        | 18     | +17.683      | 9    | 8      |
| 9   | 34  | Davide Giugliano  | Aprilia      | 18     | +25.770      | 3    | 7      |
| 10  | 84  | Michel Fabrizio   | Honda        | 18     | +38.735      | 12   | 6      |
| 11  | 8   | Mark Aitchison    | Kawasaki     | 18     | +48.892      | 10   | 5      |
| 12  | 23  | Federico Sandi    | Kawasaki     | 18     | +49.136      | 11   | 4      |
| 13  | 31  | Vittorio Iannuzzo | BMW          | 17     | +1:36.589    | 15   | 3      |
| 14  | 35  | Tolga Uprak       | Kawasaki     | 17     | +1 ronde     | 13   | 2      |
| 15  | 169 | Yunus Erçelik     | BMW          | 17     | +1 ronde     | 14   | 1      |
| DNS | 86  | Ayrton Badovini   | Ducati       | 0      | Niet gestart | 16   |        |
| DNS | 2   | Leon Camier       | Suzuki       | 0      | Niet gestart |      |        |
| DNS | 7   | Carlos Checa      | Ducati       | 0      | Niet gestart |      |        |
| DNS | 27  | Max Neukirchner   | Ducati       | 0      | Niet gestart |      |        |

## Supersport
| Pos | Nr  | Rijder               | Constructeur | Rondes | Tijd                | Grid | Punten |
| --- | --- | -------------------- | ------------ | ------ | ------------------- | ---- | ------ |
| 1   | 54  | Kenan Sofuoğlu       | Kawasaki     | 16     | 31:59.707           | 1    | 25     |
| 2   | 11  | Sam Lowes            | Yamaha       | 16     | +0.040              | 2    | 20     |
| 3   | 60  | Michael van der Mark | Honda        | 16     | +9.074              | 7    | 16     |
| 4   | 26  | Lorenzo Zanetti      | Honda        | 16     | +11.987             | 8    | 13     |
| 5   | 44  | Roberto Rolfo        | MV Agusta    | 16     | +12.696             | 14   | 11     |
| 6   | 91  | Roberto Tamburini    | Honda        | 16     | +12.936             | 10   | 10     |
| 7   | 88  | Kev Coghlan          | Kawasaki     | 16     | +14.002             | 5    | 9      |
| 8   | 44  | David Salom          | Kawasaki     | 16     | +14.855             | 6    | 8      |
| 9   | 4   | Jack Kennedy         | Honda        | 16     | +19.952             | 13   | 7      |
| 10  | 17  | Ronan Quarmby        | Honda        | 16     | +20.429             | 20   | 6      |
| 11  | 9   | Luca Scassa          | Kawasaki     | 16     | +23.542             | 15   | 5      |
| 12  | 25  | Alex Baldolini       | Suzuki       | 16     | +25.392             | 16   | 4      |
| 13  | 5   | Raffaele De Rosa     | Honda        | 16     | +28.730             | 9    | 3      |
| 14  | 55  | Massimo Roccoli      | Yamaha       | 16     | +29.051             | 18   | 2      |
| 15  | 65  | Vladimir Leonov      | Yamaha       | 16     | +29.118             | 12   | 1      |
| 16  | 61  | Fabio Menghi         | Yamaha       | 16     | +30.081             | 19   |        |
| 17  | 20  | Mathew Scholtz       | Suzuki       | 16     | +33.143             | 21   |        |
| 18  | 66  | Danny Webb           | Honda        | 16     | +33.386             | 23   |        |
| 19  | 19  | Florian Marino       | Kawasaki     | 16     | +42.864             | 4    |        |
| 20  | 87  | Luca Marconi         | Honda        | 16     | +42.892             | 22   |        |
| 21  | 7   | Nacho Calero         | Honda        | 16     | +1:06.473           | 27   |        |
| 22  | 59  | Alex Schacht         | Honda        | 16     | +1:06.836           | 31   |        |
| 23  | 10  | Imre Tóth            | Honda        | 16     | +1:07.681           | 24   |        |
| 24  | 69  | David McFadden       | Honda        | 16     | +1:16.720           | 30   |        |
| 25  | 161 | Alexej Ivanov        | Kawasaki     | 16     | +1:24.554           | 28   |        |
| 26  | 95  | Theodosios Sinioris  | Honda        | 16     | +1:24.896           | 29   |        |
| 27  | 113 | Barış Tok            | Yamaha       | 16     | +2:07.117           | 33   |        |
| DNF | 21  | Christian Iddon      | MV Agusta    | 14     | Uitgevallen         | 3    |        |
| DNF | 99  | Fabien Foret         | Kawasaki     | 14     | Schade ongeluk      | 11   |        |
| DNF | 32  | Sheridan Morais      | Kawasaki     | 9      | Uitgevallen         | 17   |        |
| DNF | 24  | Eduard Blokhin       | Honda        | 6      | Uitgevallen         | 32   |        |
| DNF | 34  | Balázs Németh        | Honda        | 6      | Uitgevallen         | 26   |        |
| DNF | 90  | Çağrı Coşkun         | Honda        | 3      | Uitgevallen         | 34   |        |
| DNF | 52  | Damian Cudlin        | Honda        | 3      | Uitgevallen         | 25   |        |
| DNQ | 62  | Mert Aytuğ           | Yamaha       | 0      | Niet gekwalificeerd |      |        |

## Tussenstanden na wedstrijd

### Superbike
| Pos | Nr | Rijder           | Team     | Punten |
| --- | -- | ---------------- | -------- | ------ |
| 1   | 66 | Tom Sykes        | Kawasaki | 323    |
| 2   | 50 | Sylvain Guintoli | Aprilia  | 315    |
| 3   | 58 | Eugene Laverty   | Aprilia  | 297    |
| 4   | 33 | Marco Melandri   | BMW      | 290    |
| 5   | 19 | Chaz Davies      | BMW      | 239    |

### Supersport
| Pos | Nr | Rijder               | Team     | Punten |
| --- | -- | -------------------- | -------- | ------ |
| 1   | 11 | Sam Lowes            | Yamaha   | 205    |
| 2   | 54 | Kenan Sofuoğlu       | Kawasaki | 156    |
| 3   | 99 | Fabien Foret         | Kawasaki | 121    |
| 4   | 60 | Michael van der Mark | Honda    | 107    |
| 5   | 26 | Lorenzo Zanetti      | Honda    | 99     |